# Johan Cesar Godeffroy (Kaufmann, 1813)

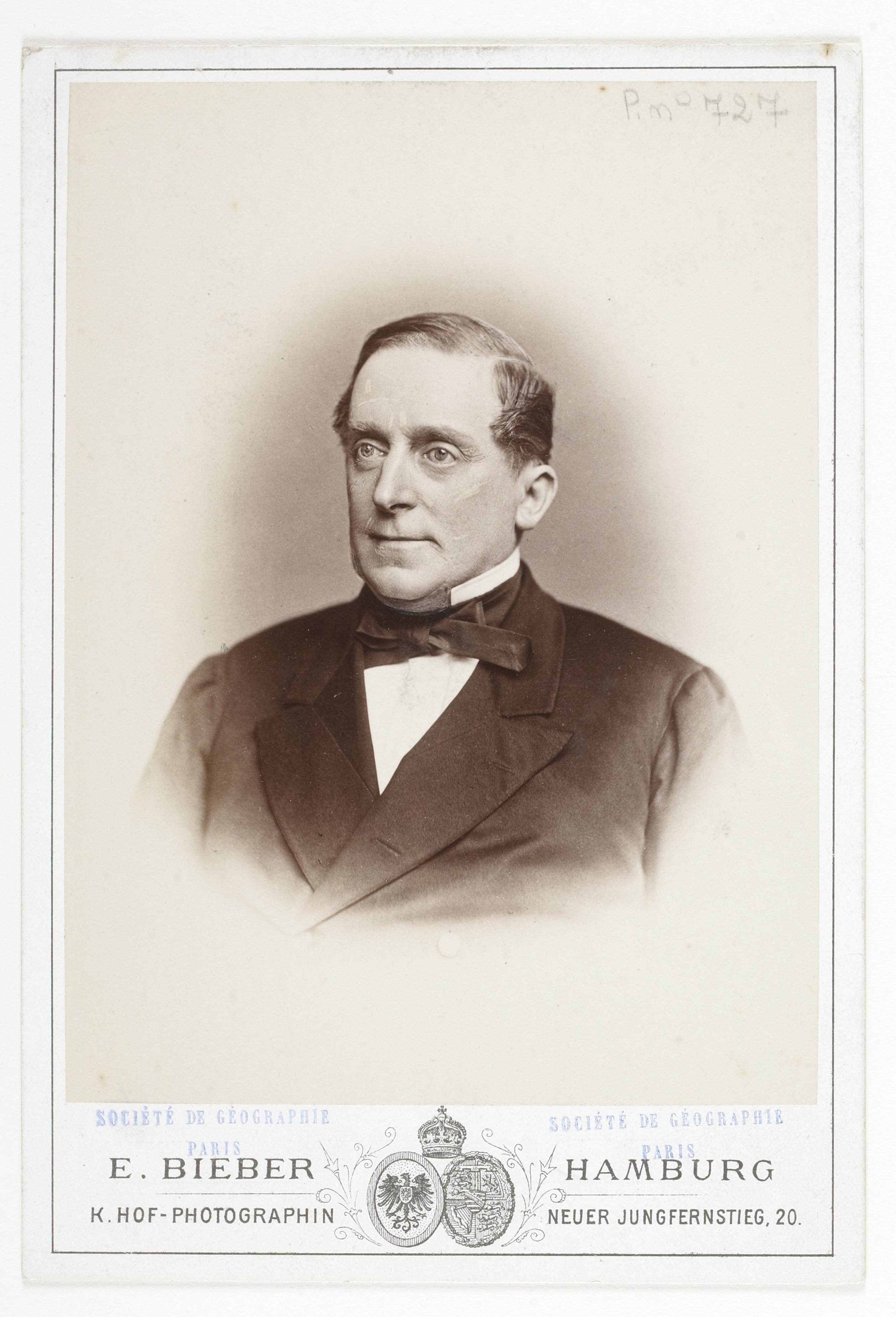
Johan Cesar Godeffroy, Fotografie aus dem Atelier von Emilie Bieber

Johan Cesar Godeffroy (* 1. Juli 1813 in Kiel; † 9. Februar 1885 in Dockenhuden) war ein deutscher Kaufmann und Hanseat.

## Leben
Cesar Godeffroy entstammte einer hugenottischen Familie, die sich in der ersten Hälfte des 18. Jahrhunderts von Berlin kommend, in Hamburg niedergelassen hatte.
Cesar Godeffroy besuchte die Bürgerschule des Katharineum zu Lübeck von ca. 1821 bis 1830, ebenso seine jüngeren Brüder Gustav und Adolph. Seine Lehre machte er bei Parish & Co. Der Inhaber Richard Parish war mit Susanne Godeffroy verheiratet, einer Tochter von Peter Godeffroy, Bruder seines Großvaters. Ein Volontariat in England folgte. Gegen Ende 1835 trat er in die väterliche Firma „Joh. Ces. Godeffroy & Sohn“ ein, am 1. Januar 1837 wurde er deren Teilhaber. Zuvor wurde er am 12. August 1836 Hamburger Bürger. Nach dem Tod seines Vaters Johan Cesar Godeffroy (1781–1845) am 3. Juli 1845 übernahm Cesar die Führung des Hauses.

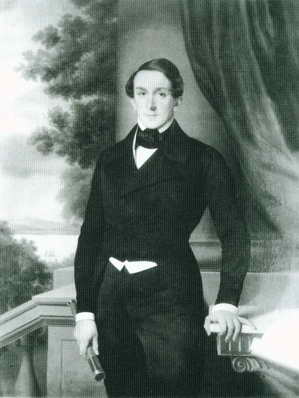
Johan Cesar Godeffroy, Ölgemälde von Robert Schneider, um 1847

Von Juni 1840 bis 1846 war Cesar Godeffroy Deputierter der Handelskammer Hamburg, 1845 deren Präses und von 1850 bis 1879 Altadjungierter. Am 12. November 1846 wurde Cesar Godeffroy für fünf Jahre zum Bancobürger gewählt. Nachdem er 1851 deren Präses geworden war, schied er Ende des Jahres turnusgemäß aus. Von 1859 bis 1864 saß er als Mitglied in der Hamburgischen Bürgerschaft. Er war Mitbegründer der Norddeutschen Bank und der Norddeutschen Versicherungsgesellschaft.
Cesar Godeffroy erwarb ab 1842 unbewaldete Flächen von über 600 ha im Nordwesten von Hamburg, um sie im Laufe der folgenden Jahre u. a. mit Douglasien aufforsten zu lassen. Die Pflanzen wurden von der Baumschule James Booth und Söhne geliefert. Ihre Inhaber gehörten zu den ersten, die Douglasien pflanzten, deren Samen um 1830 nach Europa gelangt waren.
Am 27. Januar 1866 trafen sich ca. 180 Personen im Streits Hotel am Jungfernstieg in der Absicht, eine Musikhalle in Hamburg zu errichten. Es bildete sich ein Verwaltungsrat zur Gründung einer Aktiengesellschaft unter dem Vorsitz Cesar Godeffroys. Anfang 1867 wurde in den Hamburger Nachrichten die Meinung geäußert, ein Konzerthaus ohne ein dazugehöriges Orchester sei ohne Wert. Anfang 1868 äußerten sich Aktionäre zur Lage unterschiedlicher Plätze für die Errichtung einer Musikhalle. Der Senat installierte am 15. Oktober 1869 eine Kommission zur „eventuellen Ausweisung eines Platzes zum Bau einer Musikhalle“. Es ist nicht bekannt, wann sich der Verwaltungsrat auflöste.
Im Februar 1869 wurde Cesar Godeffroy zum Vorsitzenden des Verwaltungsrates des Eisen und Stahlwerks zu Osnabrück erwählt.
Cesar Godeffroy begeisterte sich für „englische Sportarten“. Im Juli 1835 nahm er an den ersten Pferderennen in Wandsbek teil. Im Juni 1836 gründete er mit seinem jüngeren Bruder Adolph, Carl Merck, Charles Parish, Edward Sieveking, Johann Gustav Heckscher und fünf Weiteren den „Der Hamburger Ruderclub“. Der Ruderclub besteht heute als „Der Hamburger und Germania Ruder Club“ und ist der älteste Ruderclub/ -verein auf europäischem Festland.
Am 2. Februar 1837 heiratete er Emily Hanbury (1815–1894). Der Ehe entstammten fünf Kinder, von denen Johan Cesar Godeffroy (1838–1912) der älteste Sohn war. Der Bruder Gustav Godeffroy war zeitweilig Teilhaber von „Joh. Ces. Godeffroy & Sohn“, saß 1848 für die Stadt Hamburg in der Frankfurter Nationalversammlung, war Senator von 1854 bis 1872 und von 1856 bis 1893 Vorsitzender des Aufsichtsrates der Norddeutschen Bank. Sein Bruder Adolph Godeffroy war 1847 Mitbegründer der „Hamburg-Amerikanischen Packetfahrt-AG“ (HAPAG) und bis 1880 deren vorsitzender Direktor.
Während der Wintermonate lebte die Familie in den oberen Stockwerken im Alten Wandrahm, in dem sich auch die Kontorräume befanden. Den Rest des Jahres bewohnte man weit außerhalb der Stadtmauern im heutigen Nienstedten das vom dänischen Architekten C. F. Hansen um 1792 erbaute Landhaus J. C. Godeffroy. Johan Cesar Godeffroy (1742–1818) hatte das Haus und den dazugehörigen Park, der wegen seines heute noch bestehenden Hirschgatters Hirschpark genannt wird, zu großen Teilen anlegen lassen.
Nachdem der Straßenzug „Alter Wandrahm“ zugunsten des Baues der Speicherstadt zum Abriss freigegeben war und die geschäftlichen Aktivitäten eingestellt worden waren, zog sich Cesar Godeffroy mit seiner Frau in sein Landhaus zurück. Hier starb er nahezu erblindet im Februar 1885. Beigesetzt wurde er in der Familiengrabstätte auf dem Friedhof der reformierten Gemeinde vor dem Dammtor.
Die Aktivitäten des Museums Godeffroy brachten Cesar Godeffroy Ehrenmitgliedschaften:
- 1868 die des Entomologischen Vereins in Stettin,[19]
- 1875 die des Vereins für naturwissenschaftliche Unterhaltung zu Hamburg,[20]
- 1875 die des Naturwissenschaftlichen Vereins in Hamburg–Altona[21] und der
- 1875 die des Berliner Gesellschaft für Anthropologie, Ethnologie und Urgeschichte.[22]
- 1879 die des Thüringisch–Sächsischen Vereins für Erdkunde zu Halle.[23]

Seit 1873 war Cesar Godeffroy korrespondierendes Mitglied der Senckenbergschen Naturforschenden Gesellschaft (Frankfurt am Main). Ihm zu Ehren wurden zahlreiche Tiere und Pflanzen benannt.

### Biografie
- Claus Gossler: Godeffroy, Jean César VI. In: Franklin Kopitzsch, Dirk Brietzke (Hrsg.): Hamburgische Biografie. Band 5. Wallstein, Göttingen 2010, ISBN 978-3-8353-0640-0, S. 144–146.
- Gabriele Hoffmann: Das Haus an der Elbchaussee. Die Godeffroys - Aufstieg und Niedergang einer Dynastie. 1. Auflage. Kabel, Hamburg 1998, ISBN 3-8225-0465-3 (Romanhafte Darstellung).
- Käthe Molsen: Godeffroy, Johann Cesar. In: Neue Deutsche Biographie (NDB). Band 6, Duncker & Humblot, Berlin 1964, ISBN 3-428-00187-7, S. 494 f. (Digitalisat).

#### Historisch
- Worte des Gedenkens von Rudolph Virchow an das Ehrenmitglied Cesar Godeffroy im Bericht zur Sitzung am 21. Februar 1885, in: Verhandlungen der Berliner Gesellschaft für Anthropologie, Ethnologie und Urgeschichte, Jahrgang 1885, Verlag A. Asher & Co, Berlin 1885, S. 53–54, (Digitalisat) und im Verwaltungsbericht für das Jahr 1885 in der Sitzung vom 19. Dezember 1885,  S. 539, (Digitalisat).

#### Sport
- Erik Diemke, Dirk Schreyer: Der Hamburger und Germania Ruder Club. 150 Jahre Rudern in Deutschland. Hrsg.: Der Hamburger und Germania Ruder Club. Christians, Hamburg 1986.